# Smeeni
Smeeni là một xã thuộc hạt Buzău, România. Dân số thời điểm năm 2002 là 7112 người.